# Nimbocera pinderi
Nimbocera pinderi is een muggensoort uit de familie van de dansmuggen (Chironomidae). De wetenschappelijke naam van de soort is voor het eerst geldig gepubliceerd in 1982 door Steiner and Hulbert.